# Westfälisches Karnevalsmuseum
Das Westfälische Karnevalsmuseum in Menden (Sauerland) widmet sich der Geschichte der Westfälischen Fastnacht ab dem 16. Jahrhundert.
Zu den Exponaten zählen neben Karnevalsorden, Originalkostümen, Hüten und sonstigen Requisiten auch Nachbauten einer historischen Konfetti-Maschine und einer Luftschlangen-Wickelwalze. Eine Multimediashow zeigt Ausschnitte von
Karnevalsveranstaltungen aus Westfalen.
Das Museum ist im Teufelsturm untergebracht. Der Turm ist einer von früher zehn Wehrtürmen der ab 1344 errichteten Stadtbefestigung und wurde zwischen 1978 und 1981 von Mitgliedern der Mendener Karnevalsgesellschaft Kornblumenblau (MKG) renoviert. Trägerin des Museums ist die Stiftung Teufelsturm – Heim der Westfälischen Fastnacht, deren Stifter die Stadt Menden (Sauerland), der Bund Westfälischer Karneval und die MKG sind.